# Oh!天気
『Oh!天気』（オー てんき）は、1992年3月から1994年9月まで朝日放送で放送された気象情報番組。

## 概要
天気予報が中心の内容で、気象庁が6時に発表した予報を正木明が府県ごとに解説していた。当初の放送時間は毎週月曜 - 金曜 6:00 - 6:45 (JST) だったが、予報の発表時間の変化に合わせて後に5:50開始になった。

## 出演者
- 堀江政生（朝日放送アナウンサー） - 初代キャスター
- 鳥木千鶴（朝日放送アナウンサー〈当時〉） - 2代目キャスター
- 正木明（気象予報士）

## 備考
フジテレビ系列局の石川テレビと岡山放送、テレビ朝日系列『ワイド!スクランブル・第1部』のローカル枠1枠目の一部分（11:42 - 11:45）でもそれぞれ『Oh!天気』あるいは『OH!天気』という気象情報番組またはお天気コーナーが放送されているが、いずれもこの番組との関連性は無い（後者は岡山放送の局のキャラクターに由来する）。